# Eumenes achterbergi
Eumenes achterbergi är en stekelart som beskrevs av Giordani Soika 1992. Eumenes achterbergi ingår i släktet krukmakargetingar, och familjen Eumenidae. Inga underarter finns listade i Catalogue of Life.